# Wołowno
Wołowno (deutsch Windtken) ist ein Ort in der polnischen Woiwodschaft Ermland-Masuren. Er gehört zur Gmina Jonkowo (Landgemeinden Jonkendorf) im Powiat Olsztyński (Kreis Allenstein).

## Geographische Lage
Wołowno liegt im Westen der Woiwodschaft Ermland-Masuren, 19 Kilometer westlich der Kreis- und Woiwodschaftshauptstadt Olsztyn (deutsch Allenstein).

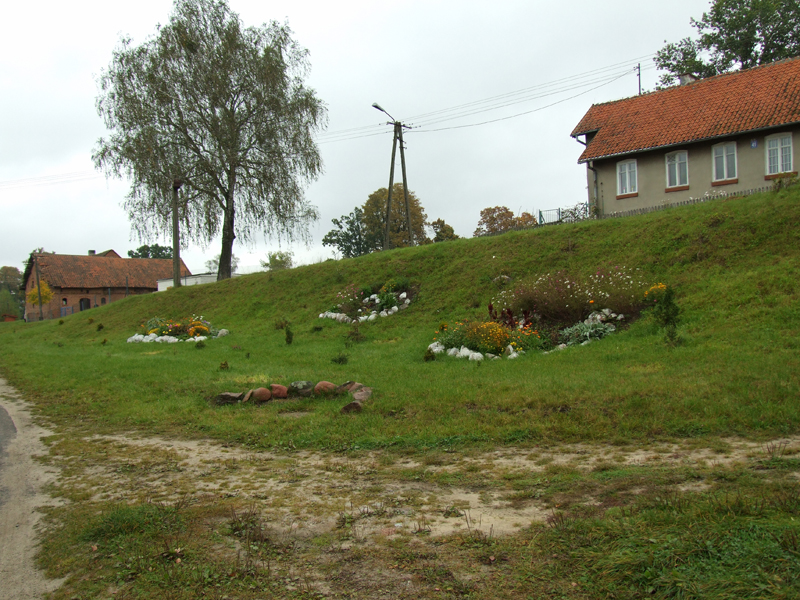
Dorfzentrum Wołowno

## Geschichte
Gründungsjahr des Dorfs Lauterwalde – dann auch Luterwalde, vor 1820 Wolowno, nach 1820 Windken genannt – ist 1346: in jenem Jahr überließ Bruno von Lutir den Prußen Wydeko und Preywicz Land in der Feldmark Gudikus. Im Jahre 1785 wies das königliche Dorf im Hauptamt Allenstein, Kreis Heilsberg, 22 Feuerstellen auf, und bei der Volkszählung am 3. Dezember 1861 bestanden 21 Wohngebäude für 240 Einwohner.
Die Landgemeinde Windtken wurde 1874 Teil des neu errichteten Amtsbezirks Schöneberg (polnisch Wrzesina) im ostpreußischen Kreis Allenstein.
Eine weitere Volkszählung erbrachte am 1. Dezember 1905 für das Dorf Windtken 37 Wohngebäude bei 308 Einwohnern, für den Wohnplatz Bahnhof Windtken außerdem ein Wohngebäude bei acht Einwohnern.
Als 1945 in Kriegsfolge das gesamte südliche Ostpreußen an Polen fiel,  erhielt Windtken die polnische Namensform „Wołowno“. Der Ort ist heute in die Landgemeinde Jonkowo (Jonkendorf) im Powiat Olsztyński (Kreis Allenstein) eingegliedert, von 1975 bis 1998 der Woiwodschaft Olsztyn, seither der Woiwodschaft Ermland-Masuren zugehörig.

## Kirche

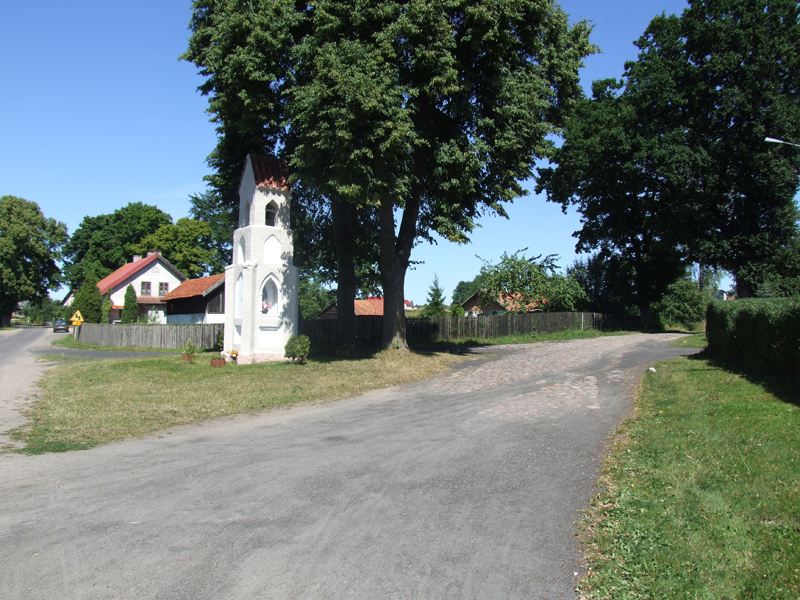
Bildstock im Dorfzentrum

### Römisch-katholisch
Bis 1945 war Windtken in die römisch-katholische Kirche Alt Schöneberg (polnisch Wrzesina) im Bistum Ermland eingegliedert. Zu eben dieser Pfarrkirche gehört seit 1945 auch Wołowno, wobei sie seit 1992 dem Erzbistum Ermland zugeordnet ist.

### Evangelisch
Windtken war vor 1945 in die evangelische Kirche Allenstein (polnisch Olsztyn) in der Kirchenprovinz Ostpreußen der Kirche der Altpreußischen Union eingepfarrt. Jetzt gehört Wołowno zur gleichen – nun allerdings mit einem Namen versehenen – Christus-Erlöser-Kirche Olsztyn in der Diözese Masuren der Evangelisch-Augsburgischen Kirche in Polen.

## Verkehr

### Straße
Wołowno liegt an der Kreisstraße (Droga powiatowa) 1368N, die von Stękiny (Stenkienen) an der polnischen Woiwodschaftsstraße 527 (einstige deutsche Reichsstraße 133) über Jonkowo (Jonkendorf) bis nach Barkweda (Bergfriede) führt. Außerdem ist das Dorf über Nebenstraßen mit den Nachbarorten verbunden.

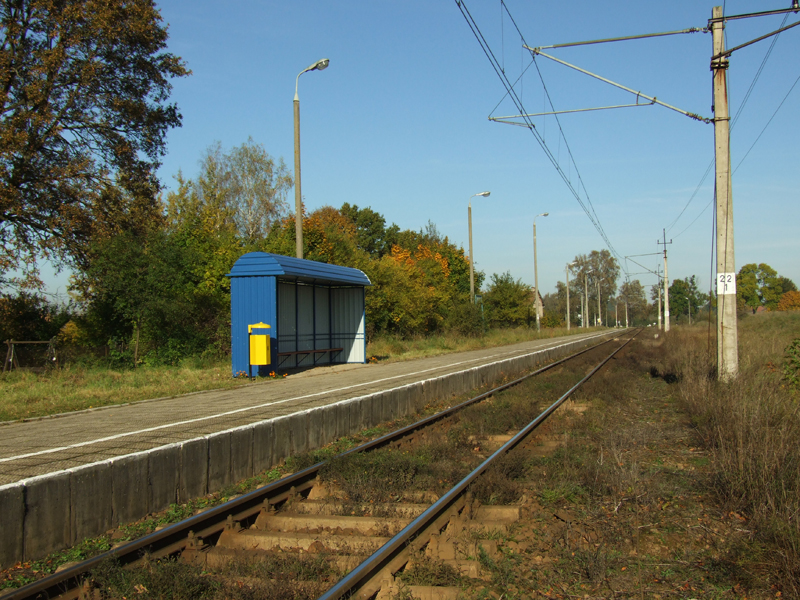
Die Bahnstation Wołowno

### Schiene
Seit 1883 ist Windtken resp. Wołowno Bahnstation und liegt an der heutigen PKP-Linie 220: Olsztyn–Bogaczewo, die hier eingleisig, aber seit einigen Jahren elektrifiziert ist.